# کونیگزگ
کونیگزگ اتوموتیو ای‌بی (به انگلیسی: Koenigsegg Automotive AB; سوئدی: [ˈkø̌:nɪɡsɛɡ] ()) یک شرکت سوئدی تولیدکننده خودروهای اسپورت با کارایی بالا مستقر در انگلهولم، شهرستان اسکونه، سوئد است.
این شرکت سوئدی شهرت جهانی را در سال ۲۰۰۶ و پس از ساخت خودروی سی‌سی‌اکس بدست آورد. خودرویی تماماً دست‌ساز که شتاب صفر تا صد سرسام‌آور ۳٫۲ ثانیه‌ای آن بسیاری از رقبا را کنار زد. از این خودرو تنها ۲۹ دستگاه ساخته شد که همانند دیگر محصولات کونیگزگ تمامی آن‌ها دست‌ساز بودند.
محصولات این شرکت سوئدی به شتاب بالا، پایداری باورنکردنی و فرمان‌پذیری خارق‌العاده شهرت دارند. یکی از ساخته‌های این شرکت سوئدی یعنی کونیگزگ یک:۱ که تنها ۷ دستگاه از آن ساخته شد می‌تواند تنها در عرض ۲۰ ثانیه به سرعت ۴۰۰ کیلومتر بر ساعت دست پیدا کند. در ژوئیه ۲۰۱۵ این خودرو توانست در عرض ۱۱٫۹ ثانیه سرعت خود را به ۳۰۰ کیلومتر برساند و به لطف دیسک‌های ترمز عظیم‌الجثه خود تنها پس ۱۷٫۹۵ ثانیه به حال سکون بازگشت. بدین ترتیب رکورد جهانی ۰ تا ۳۰۰ و ۳۰۰ تا صفر کیلومتر بر ساعت با دیگر توسط این خودرو شکسته شد. رکوردی که در کتاب رکوردهای جهانی گینس به نام کونیگزگ ثبت شده‌است.
این خودرو توانست رکورد سرعت بوگاتی ویرون را بشکند ولی شرکت بوگاتی قول داد تا در سال بعد، با خودروی جدید خود بوگاتی شیرون رکورد جدیدی به ثبت برساند. مدل کونیگزگ جمرا قادر است صفر تا صد را در ۱٫۹ ثانیه به ثبت برساند.
جدیدترین مدل این شرکت کونیگزگ جسکو است که برطبق ادعای کونیگزگ توانایی رسیدن به ۵۰۰ کیلومتر بر ساعت را دارد.